# Хасаново (Аургазинський район)
Хаса́ново (рос. Хасаново, башк. Хәсән) — присілок у складі Аургазинського району Башкортостану, Росія. Входить до складу Уршацької сільської ради.
Населення — 13 осіб (2010; 9 в 2002).
Національний склад:
- татари — 100%